# Щепановський Адам Михайлович
Ада́м Миха́йлович Щепано́вський (1 січня 1938, село Підпилип'я, нині Чортківського району Тернопільської області — 27 червня 2010) — український господарник. Герой Соціалістичної Праці (1991). Академік Академії аграрних наук України.

## Життєпис
1965 року закінчив Кам'янець-Подільський сільськогосподарський інститут (нині Подільський державний аграрно-технічний університет).
Працював у Борщівському районному управлінні сільського господарства. Від 1971 року — голова колгоспу в селі Вовківці Борщівського району. Тут організував будівництво заводу з розливу мінеральної води, склозаводу, тваринницьких комплексів, масло- і консервного заводів, медичного профілакторію, чотирьох нових шкіл, Будинку культури. Згодом колгосп перетворено на агрофірму «Вікторія», до якої належали декілька сіл. Тут діяли деревообробний комбінат, ковбасний, олійний цехи, млин, цегельний, вапняний, комбікормовий, дріжджовий і спиртовий заводи, сталеплавильний і металоштампувальний цехи, звіроферма, готель, крамниця, фірмовий ресторан.
Щепановський фінансово допомагав навчальним і медичним закладам, хворим і літнім людям.